# Gladys Afamado
Gladys Afamado (sinh ngày 24 tháng 5 năm 1925)  là một nghệ sĩ thị giác, điêu khắc và nhà thơ người Uruguay. Một thành viên của Câu lạc bộ khắc trên núi từ năm 1954, cô đã đóng góp cho nhiều phiên bản tác phẩm hàng tháng và niên giám của câu lạc bộ này. Sau đó, cô mạo hiểm với các loại hình nghệ thuật bằng nhựa khác nhau, và trong những năm gần đây đã được công nhận các tác phẩm của mình trong nghệ thuật kỹ thuật số.

## Tiểu sử
Gladys Afamado là con thứ hai trong số năm người con của Isaac Isidoro Afamado, một người nhập cư Do Thái có trụ sở tại Montevideo, và vợ Julia, con gái của người nhập cư Ý, sinh ra ở Dolores, Soriano. Cô học trường công, và ở nhà, cô nhận được một nền giáo dục mở và miễn phí, trong đó nghệ thuật, thư từ và âm nhạc được khuyến khích. Em gái của anh Ethel Afamado đã có một sự nghiệp nổi bật trong âm nhạc và thơ ca.
Cô được đào tạo nghệ thuật với Adolfo Pastor và Domingo Bazzurro tại Círculo de Bellas Artes và tại Trường Mỹ thuật Quốc gia từ năm 1940 đến 1950. Sau đó, cô tham gia các khóa học gốm sứ với Duncan Quintela và in lụa với Rimer Cardillo. Cô đã học ký hiệu học với Jorge Medina Vidal và văn học với Jorge Arbeleche.
Từ năm 1945 đến năm 1950, cô đã học violin với Beatriz Tusset, và vào năm 1951 và 1952, cô đã tham gia vào dàn nhạc thính phòng "Anfión" do Tusset chỉ đạo.
Cuốn niên giám năm 1974 của Câu lạc bộ Khắc ở Montevideo, có tựa đề Canción con todos, với vỏ bọc của Gladys Afamado, đã bị chính phủ thực tế kiểm duyệt và loại bỏ không cho lưu hành.